# To nie jest zawód dla cyników
To nie jest zawód dla cyników – książka Ryszarda Kapuścińskiego, wydana w 2013 po śmierci autora przez Wydawnictwo Naukowe PWN. Zawiera wywiady i rozmowy z autorem, dotyczące dziennikarstwa, przede wszystkim w ujęciu etycznym i warsztatowym. Książka jest zapisem wywiadów autora przeprowadzonych we Włoszech w 1994 i 1999 oraz z warsztatów prowadzonych dla dziennikarzy z Ameryki Łacińskiej w latach 2000-2002.
Tłumaczeniem wywiadów zajęli się Andrzej Flisek i Magdalena Szymków.